# دسیه مارچز
دسیه مارچز (فرانسوی: Désiré Mérchez‎؛ ۱۶ اوت ۱۸۸۲ – ۸ ژوئیه ۱۹۶۸) یک بازیکن واترپلو و شناگر اهل فرانسه بود.
از افتخارات وی میتوان به کسب مدال برنز شنا ۲۰۰ متر تیمی و مدال برنز مسابقات واترپلو در بازی‌های المپیک تابستانی ۱۹۰۰ اشاره کرد.